# Museum of Modern Art Ibaraki
Das Museum of Modern Art Ibaraki (japanisch 茨城県近代美術館, Ibaraki-ken Kindai Bijutsukan) ist das Museum für Moderne Kunst der Präfektur Ibaraki in der japanischen Stadt Mito.

## Beschreibung
Das Museum befindet sich im Stadtzentrum am südlichen Ufer des Senba-Sees. Es wurde nach Plänen des Architekten Junzō Yoshimura entworfenen und 1988 umgeben von einer kleinen Grünanlage eröffnet. Das Gebäude nimmt mit seinem grünen Dach und einer Fassade aus braunem Granit Bezug auf traditionelle japanische Architektur.
Einer der Schwerpunkte der Sammlung liegt auf regionalen Künstlern. Darüber hinaus werden Arbeiten weiterer japanischer Künstler des 19. und 20. Jahrhunderts gezeigt. Zu den im Museum vertretenen Künstlern gehören Tsuguharu Foujita, Heihachirō Fukuda, Taikan Yokoyama, Yukihiko Yasuda, Tetsugorō Yorozu, Seihō Takeuchi, Kanzan Shimomura, Kenzo Okada, Yasuo Kuniyoshi, Kiyokata Kaburagi, Kokei Kobayashi, Gyoshū Hayami, Hishida Shunsō, Gahō Hashimoto und Shikō Imamura.
Als weiteres Sammlungsgebiet hat das Museum eine Abteilung für westliche Kunst. Hier finden sich überwiegend Arbeiten französischer Künstler wie Gustave Courbet, Eugène Carrière, Camille Pissarro und Alfred Sisley. Zu den ausgestellten Werken gehören beispielsweise die Gemälde Chrysanthèmes von Édouard Manet, Grotte de Port-Domois von Claude Monet und Portrait de Mademoiselle Francois von Pierre-Auguste Renoir.

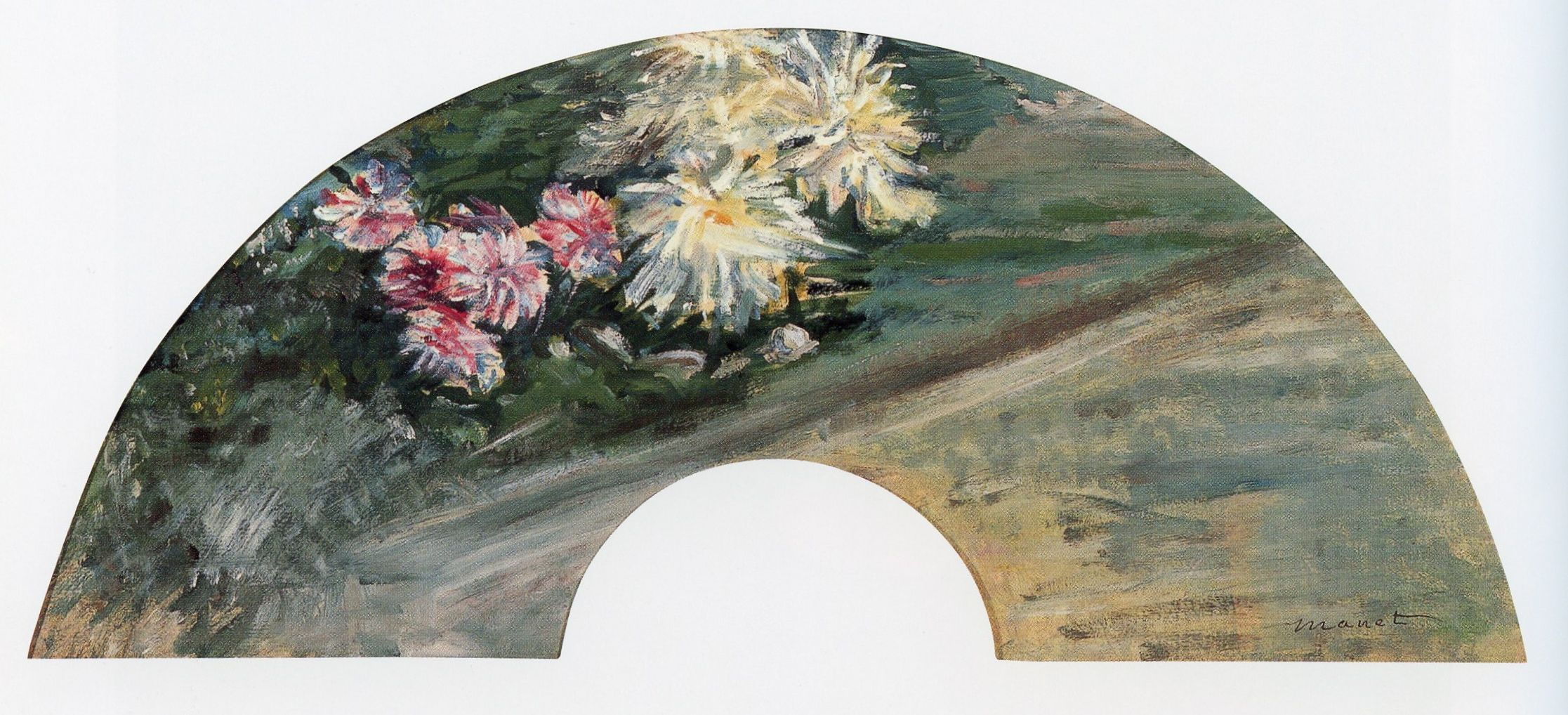
Édouard Manet: Chrysanthèmes
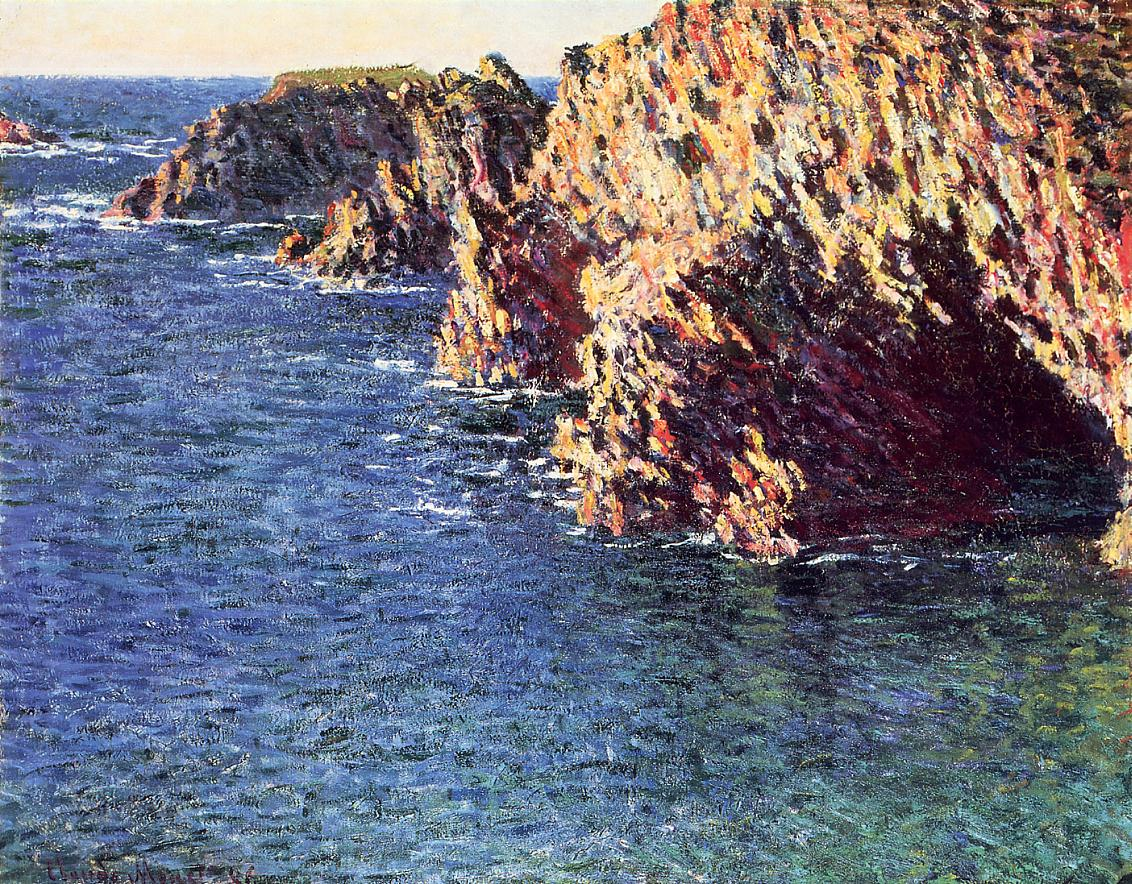
Claude Monet: Grotte de Port-Domois
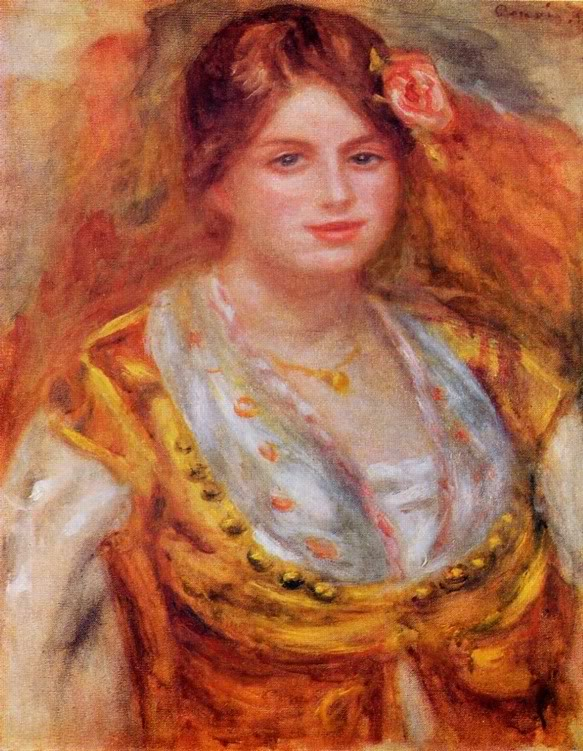
Pierre-Auguste Renoir: Portrait de Mademoiselle Francois

Neben der ständigen Sammlung zeigt das Museum Wechselausstellungen sowohl mit japanischer wie mit westlicher Kunst. 1994 gab es eine Ausstellung zu Fernand Léger, 2001 eine Schau mit Meisterwerken des flämischen goldenen Zeitalters und 2002 eine Werkübersicht zum deutschen Expressionismus. Eine weitere Ausstellung widmete das Museum 2010 der belgischen Malerei von Ensor bis Magritte.